# Международные судебные органы

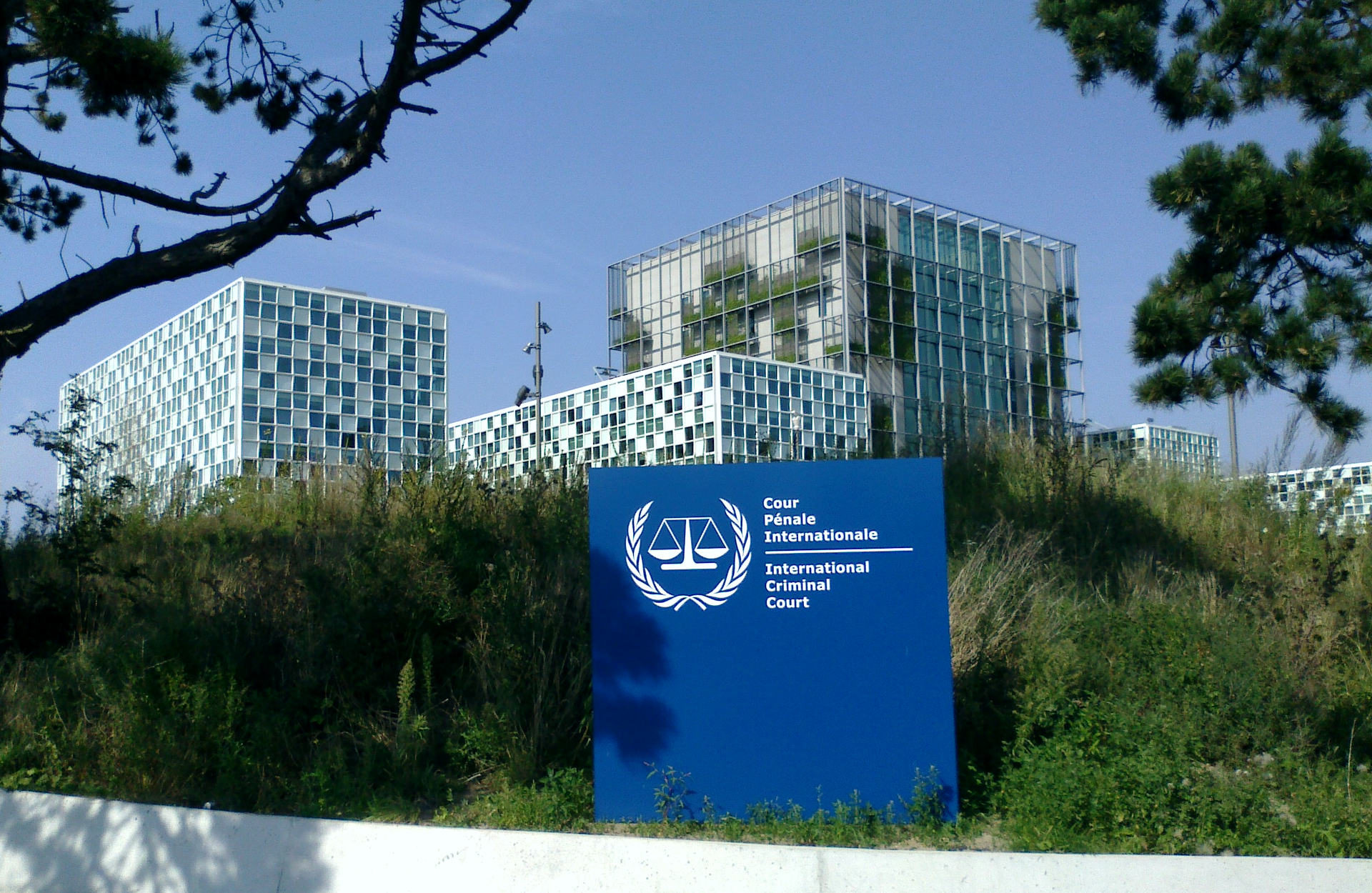

Международные суды — судебные органы, создаваемые на основе международных договоров для рассмотрения споров между государствами или между государствами и частными лицами.
К ним, в частности, относятся:
- Международный суд ООН
- Международный уголовный суд
- Европейский суд по правам человека (отличается тем, что рассматривает жалобы граждан на государства)
- Постоянная палата третейского суда
- Международный трибунал по морскому праву
- Межамериканский суд по правам человека
- Экономический суд СНГ
- Суд ЕАЭС
- Суд Европейского союза
- Специальный суд по Сьерра-Леоне

Ранее существовавшие международные суды:
- Постоянная палата международного правосудия (предшественница Международного Суда ООН, действовала в рамках Лиги Наций)
- Международный военный трибунал в Нюрнберге (с 2002 г. аналогичный суд — Международный уголовный суд)
- Международный военный трибунал для Дальнего Востока
- Международный трибунал по бывшей Югославии
- Международный трибунал по Руанде (два последних отличаются тем, что созданы не договором, а резолюциями Совета Безопасности ООН)
- Суд ЕврАзЭС

Международными судами называют также международные арбитражные суды, которые являются не межгосударственными, а по сути частными структурами, решения которых, однако, имеют обязательную силу для сторон в споре.
- Арбитражный институт Торговой палаты Стокгольма
- Международный коммерческий арбитражный суд
- Спортивный арбитражный суд

Отдельно от перечисленных, международным судебным органом является суд Олд-Бейли, полномочный рассматривать дела по такой категории международных преступлений, которая до недавнего времени считалась архаичной и ушедшей в далёкое прошлое, как морской разбой и пиратство, совершённых в открытом море, в том случае, если одной из сторон (потерпевшей или подсудимой) является физическое или юридическое лицо, зарегистрированное в Лондонском Сити. В Лондонском Сити, в пределах так называемой «Квадратной Мили» (англ. the Square Mile, по общей площади данного образования), зарегистрированы практически все крупные национальные и транснациональные корпорации мира. Такого рода полномочия были возложены на этот судебный орган в 1461 году и с тех пор их никто не отменил